# Порнократия
Порнократия (от др.-греч. πόρνη — проститутка; блуд + κράτος — власть), правление/эпоха блудниц/куртизанок (итал. pornocrazia romana, governo delle prostitute; лат. saeculum obscurum — скрытый, тёмный век) — период в истории папства (первая половина X века), который начался с правления папы Сергия III, интронизированного в 904 году, и длился 60 лет, до смерти Иоанна XII в 963 году (по другим данным — в течение 30 лет, до смерти Иоанна XI).
В течение этого времени римские понтифики находились под сильным влиянием могущественной аристократической семьи Теофилактов — римского консула и комита Теофилакта Тускулумского, его жены Феодоры и их дочери Марозии, заслуживших репутацию блудниц, а затем — сына Марозии Альбериха, герцога Сполетского. Как пишет историк Енё Гергей, «эти богатые и влиятельные жаждущие власти женщины сажали на папский престол своих друзей, любовников, родственников. Не понравившихся им пап они без всяких проволочек свергали, убирали с дороги».
Большинство средневековых свидетельств об этом периоде достаточно пристрастны, так как созданы политическими противниками папства. Тем не менее даже официальная история Римско-католической церкви признаёт, что за несколько десятков лет сменилось большое количество пап, отличавшихся распущенным образом жизни, и что они назначались и контролировались кланом Теофилактов.
Термины «порнократия» (нем. Pornokratie, от греч. πορνοκρατία, «власть проституток»), гетерократия («правительство любовниц») и «правление проституток» (нем. Hurenregiment) были придуманы немецкими протестантскими теологами в девятнадцатом веке.